# والتر لونش
والتر لونش (بالإنجليزية: Walter Lynch)‏ (1896 في المملكة المتحدة - ) هو لاعب كرة قدم بريطاني (وحمل سابقاً جنسية المملكة المتحدة لبريطانيا العظمى وأيرلندا) في مركز قلب الدفاع. لعب مع برادفورد سيتي ونادي يورك سيتي.